# Мятежная застава
«Мятежная застава» — советский полнометражный чёрно-белый художественный фильм, поставленный на киностудии «Ленфильм» в 1967 году режиссёром Адольфом Бергункером.
Премьера фильма в СССР состоялась 6 ноября 1967 года.

## Сюжет
Сюжетной основой фильма послужили события, которые произошли в Санкт-Петербурге в мае 1901 года, когда на Обуховском заводе произошла крупная стачка, приведшая к столкновению с полицией и войсками. В центре повествования — судьба потомственной рабочей семьи Ефимовых. Начало года. Под видом праздничной вечеринки собираются на сходку рабочие Обуховского завода. Подпольщик Васильич сообщает о начале издания газеты «Искра». В распространении на заводе листовок ему активно помогает Николай, сын старого кадрового рабочего Ефимова. От непосильного физического напряжения гибнет друг Николая — Сеня Саблин. На другой день собирается митинг. Казаки нагайками разгоняют людей. По приказу Васильича заводской народ не выходит 1 мая на работу. Администрация издает приказ об увольнении бастующих.

## В ролях
- Борис Чирков — Ефим Егорович Ефимов
- Вячеслав Невинный — Степан Ефимов, лавочник, за свой счёт помогает бастующим
- Олег Борисов — Николай Ефимов
- Елена Чёрная — Катя
- Алексей Эйбоженко — Васильич, революционер
- Ксения Минина
- Ирина Вавилова
- Александр Анисимов — Устин
- Иосиф Конопацкий — Шмелёв
- Наталья Рудная
- Татьяна Гаврилова — Настя
- Константин Адашевский — Власьев, хозяин завода
- Борис Аракелов — Серёга
- Николай Мартон — Иванов
- Валентин Козлов — Сенька
- Александр Афанасьев — хозяин молота
- Лев Жуков — водитель «козки»
- Игорь Класс — Ткач Павел
- Олег Хроменков — околоточный
- Игорь Михайлов — городовой Фетисов

## Съёмочная группа
- Авторы сценария — Александр Власов, Аркадий Млодик
- Режиссёр-постановщик — Адольф Бергункер
- Оператор-постановщик — Олег Куховаренко
- Художник-постановщик — Игорь Иванов
- Композитор — Владислав Кладницкий
- Звукооператор — Элеонора Казанская

## Признание и награды
Диплом III Всесоюзного кинофестиваля — оператор Олег Куховаренко (Ленинград, 1968 год). 
Премия III Всесоюзного кинофестиваля «За лучшую роль» — актер Борис Чирков (Ленинград, 1968 год).